# Domenico Di Luzio
Domenico Di Luzio (Chieti, 16 giugno 1912 – 9 luglio 1981) è stato un politico italiano.

## Biografia
Medico, viene eletto alla Camera dei Deputati nel 1958 con il Partito Nazionale Monarchico, in sostituzione del defunto Raffaele Paolucci, che nel 1959 confluisce nel Partito Democratico Italiano. Nel 1961 Di Luzio passa al gruppo misto, per poi aderire nel 1962 al gruppo del Partito Liberale Italiano. Conclude il proprio mandato parlamentare nel 1963.
Muore all'età di 69 anni, nel luglio del 1981.